# École nationale d'administration
L'École nationale d'administration (Scuola nazionale di amministrazione, ENA) con sede a Strasburgo, è stata una grande école francese responsabile per la formazione dell'alta funzione pubblica. A partire dal 1º gennaio 2022, è stata soppressa e sostituita, per decisione del Presidente della Repubblica Emmanuel Macron, dall'Institut national du service public (INSP).

## Storia

### Fondazione

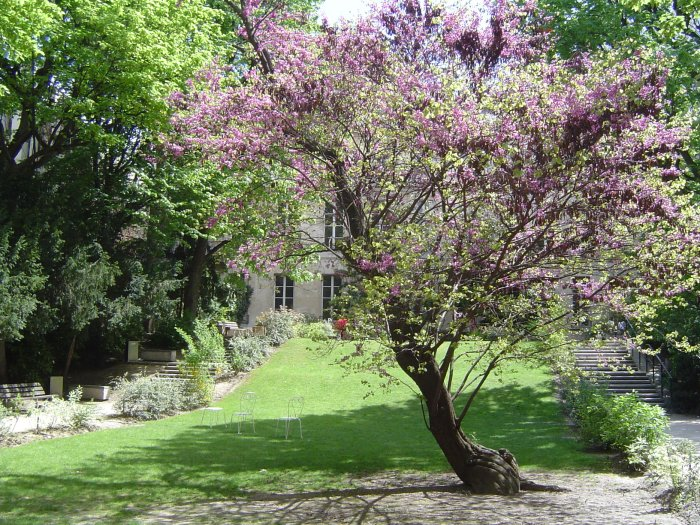
Il giardino della vecchia sede di rue des Saints-Pères

L'École nationale d'administration (ENA) è stata istituita il 9 ottobre 1945 dal Governo provvisorio della Repubblica Francese, allora presieduto dal generale de Gaulle, per garantire la formazione di una nuova classe dirigente per la neonata repubblica in seguito alla sconfitta del regime collaborazionista di Vichy. La decisione era stata preparata da una commissione di riforma della pubblica amministrazione, guidata da Maurice Thorez, vicepresidente del consiglio e segretario del Partito Comunista Francese. Protagonista della sua creazione fu il ministro Michel Debré, maître des requêtes al Consiglio di Stato, ne fu l'animatore della fondazione della scuola e ne fu provvisoriamente il direttore.
L'obiettivo era di creare una classe amministrativa unitaria tramite un concorso unico, affermando quindi il principio meritocratico contro quello clientelare e/o di cooptazione.

### Il periodo parigino
La scuola si stabilì inizialmente nell'Hôtel de La Meilleraye, al 56 di rue des Saints-Pères, a Parigi nel quartiere parigino di Saint-Germain-des-Prés. L'edificio fu subito giudicato troppo piccolo dal nuovo direttore della scuola, che cercò velocemente una nuova sistemazione. Chiese allora l'assegnazione della Grande Écurie del Castello di Versailles, che gli fu concessa nel 1946. Tuttavia, per motivi economici dovette rinunciare a tale sede nel 1954 e l'ENA tornò nella sede di rue des Saints-Pères dove rimase per trentaquattro anni.
L'hôtel de Feydeau de Brou, posto al 13 di rue de l'Université a Parigi, era stato occupato dal Service hydrographique et océanographique de la marine fino al 1971, quando l'istituto idrografico era stato trasferito a Brest. Così nel 1978 divenne la nuova sede dell'ENA.
Nel 2002 l'ENA ha assorbito l'Institut international d'administration publique (IIAP), che derivava a sua volta dall'École nationale de la France d'outre-mer, e ne utilizza i locali al 2 di avenue de l'Observatoire, a Parigi.

### Trasferimento a Strasburgo

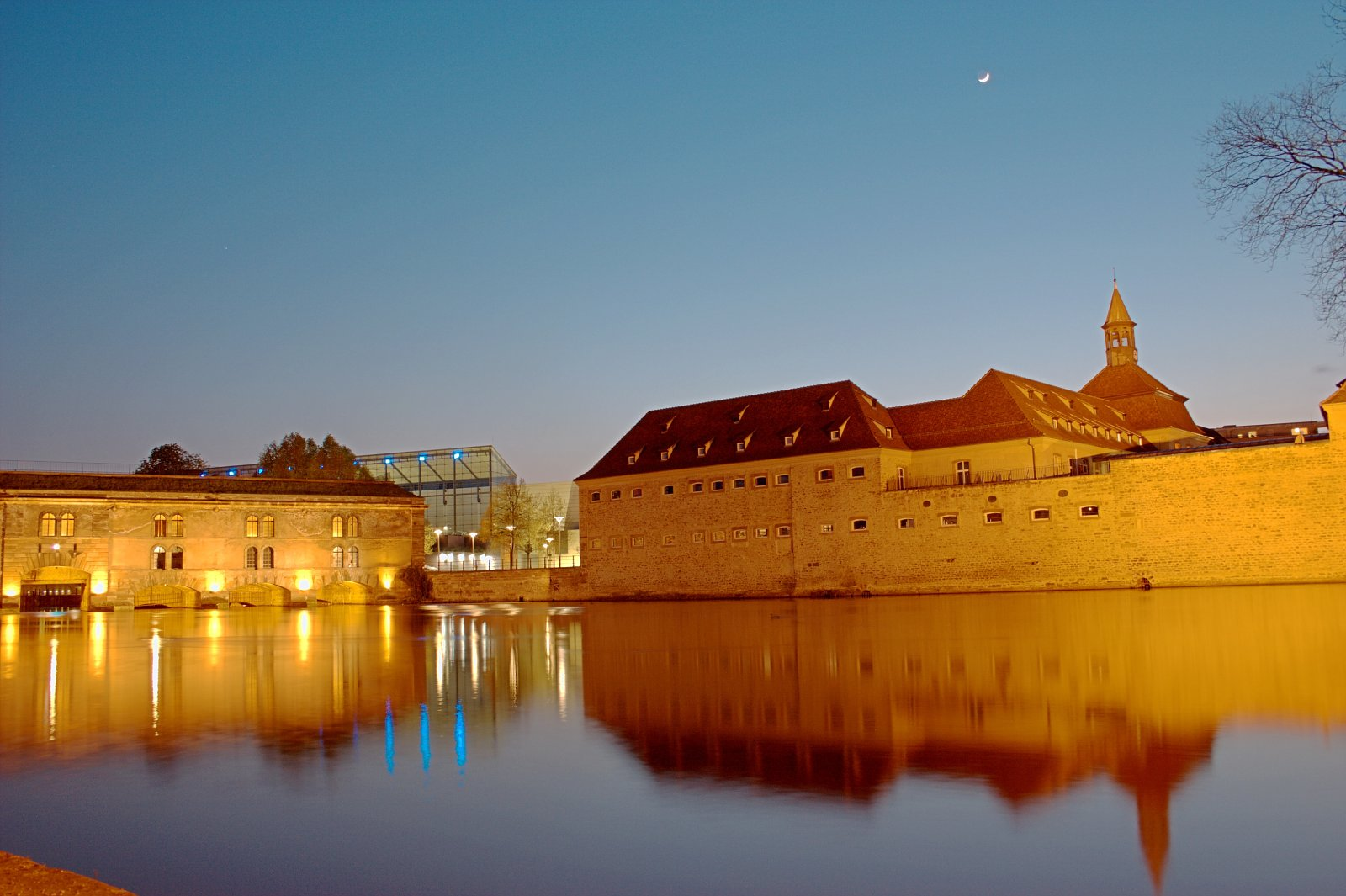
La sede di Strasburgo, antica commenda di San Giovanni, sulla riva dell’Ill

Su impulso del primo ministro Édith Cresson, nel 1991 si decise - malgrado forti resistenze - di trasferire l'ENA a Strasburgo. Prima di diventare la sede dell'ENA, la Commenda di San Giovanni, costruita nel Trecento, era stata via via un luogo di commercio e di diplomazia, un ospedale, e poi, fra il 1740 e il 1989, una prigione.
Per tredici anni le attività della scuola sono state organizzate su tre sedi (rue des Saints-Pères e rue de l'Université a Parigi e Strasburgo). Poi tutta l'attività scolastica si è concentrata a Strasburgo.
Lo spostamento a Strasburgo ha rappresentato un avvicinamento simbolico dell'ENA alle istituzioni europee e permette una collaborazione con un'altra grande école, che ha sede a Strasburgo, l'Institut national des études territoriales (INET).

### La sede parigina oggi
Attualmente la sede di avenue de l'Observatoire ospita le attività parigine dell'ENA: i cicli brevi e la direzione delle relazioni internazionali, mentre le altre attività sono concentrate a Strasburgo. Solo i cicli di formazione permanente di meno di un anno si tengono ancora a Parigi.
La sede storica parigina è stata rilevata da Sciences Po, l'istituto universitario da cui proviene la maggior parte dei futuri allievi dell'ENA.

### Soppressione dell'ENA e istituzione dell'INSP
A partire dal 1º gennaio 2022, l'ENA è stata soppressa e sostituita, per decisione del Presidente della Repubblica Emmanuel Macron, dall'Institut national du service public (INSP), nel quadro di una riforma del sistema di formazione e inserimento professionale dei funzionari pubblici, giudicato dall'opinione pubblica francese come eccessivamente elitario e distaccato dalla realtà della popolazione.

## Organizzazione

### Ammissione
L'istituzione dell'ENA si fondava sul duplice obiettivo di fornire allo Stato una classe dirigente di alto livello e al contempo di garantire a tutti i giovani cittadini un accesso giusto ed equo alla funzione pubblica fondato esclusivamente sul merito. Gli allievi della scuola sono selezionati attraverso un concorso particolarmente rigoroso. Ogni anno, su tremila candidati solamente ottanta sono effettivamente ammessi.
Per organizzare la selezione degli allievi, l'ENA organizza ogni anno tre concorsi riservati ai cittadini europei e un concorso internazionale:
- un "concorso esterno" accessibile a candidati titolari di laurea magistrale o equivalente;
- un "concorso interno" riservato ai dipendenti pubblici con quattro anni di servizio;
- un terzo concorso aperto ai candidati con otto anni di esperienza lavorativa fuori della pubblica amministrazione (cariche elettive, dipendenti privati, sindacalisti) ;
- un reclutamento internazionale aperto ai dipendenti pubblici stranieri.

La selezione è molto forte. Nel 2015, per esempio, solo il 6,7% dei candidati partecipanti alla prima prova è stato ammesso alla scuola.
La percentuale delle allieve femmine oscilla fra il 40 e il 45%. La percentuale di figli di ex-allievi va dal 2 al 3%.

### Formazione
L'obiettivo dell'ENA è di fornire ai futuri alti funzionari una formazione interdisciplinare. Il ciclo di formazione dura complessivamente ventiquattro mesi suddiviso in dodici mesi di studio e dodici mesi di tirocinio, effettuati in prefetture, rappresentanze diplomatiche e imprese.

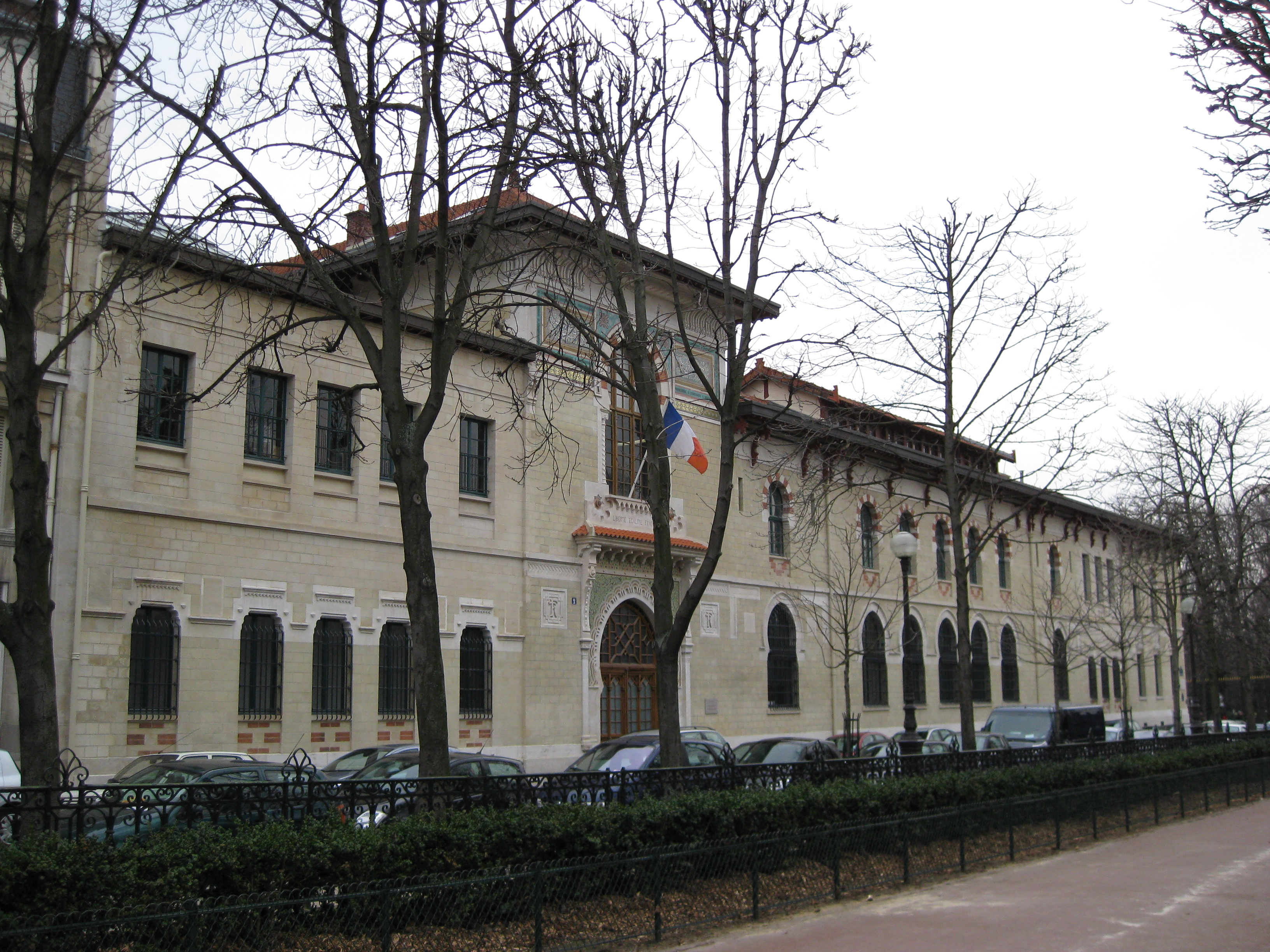
La sede parigina dell'ENA, già École nationale de la France d'outre-mer

L'insegnamento è diviso in tre ambiti tematici:
- Europa e estero: 27 settimane, di cui 17 di stage nel mondo delle istituzioni comunitarie e internazionali;
- Territorio: 33 settimane di formazione in comune con gli studenti dell'Institut national des études territoriales (INET), di cui 22 di stage in una prefettura o in un ente locale;
- Gestione e management pubblici: 27 settimane, di cui undici di stage in un'impresa o in un'associazione.

### Graduatoria finale
I diplomati dell'ENA vengono destinati ai diversi corpi della funzione pubblica francese in base al voto finale.
I membri dei cosiddetti "grandi corpi dello stato" (Consiglio di Stato, Ispezione generale delle finanze, Corte dei Conti) sono generalmente scelti fra i dodici o quindici migliori classificati (gruppo detto in gergo la botte). Seguono generalmente la direzione generale del Tesoro (da 4 a 6 posti, secondo gli anni), il Ministero degli Esteri (da 4 a 6 posti) così come i corpi d'ispezione generale (Ispezione generale degli affari sociali e Ispezione generale dell'amministrazione).
Più di metà dei promossi entra nel corpo interministeriale degli amministratori civili e costoro entrano a lavorare nei ministeri più diversi: ministeri dell'Economia e delle finanze, degli Interni, dell'Educazione nazionale, della Difesa. Gli altri diplomati, infine, entrano nel corpo dei consiglieri di tribunale amministrativo e di corte amministrativa d'appello, o in quello dei consiglieri di camera regionale dei conti. Qualche allievo va a lavorare nel Comune di Parigi.